# Volo Air Lanka 512
Il volo Air Lanka 512 era un volo dell'Air Lanka (ora SriLankan Airlines) partito dall'aeroporto di Londra Gatwick e diretto a Malé, nelle Maldive (aeroporto internazionale Velana), passando per Zurigo, Dubai e Colombo (Aeroporto Internazionale Bandaranaike). Il 3 maggio 1986, il Lockheed L-1011 TriStar operante il volo era a terra sulla pista dell'aeroporto di Colombo, in procinto di decollare in direzione di Malé, quando un'esplosione squarciò l'aereo in due, distruggendolo. Il volo 512 trasportava principalmente turisti francesi, tedeschi della Germania Ovest, britannici e giapponesi; persero la vita 21 occupanti (altre fonti affermano che erano 14), di cui 3 inglesi, 2 tedeschi, 3 francesi, 2 giapponesi, 2 maldiviani e 1 pakistano, mentre in 41 rimasero feriti.
L'imbarco del volo era stato ritardato a causa di alcuni danni all'aeromobile durante il carico/scarico dei bagagli. Durante l'imbarco esplose una bomba, nascosta nel 'Fly Away Kit' dell'aereo (una raccolta di piccoli pezzi di ricambio). La bomba avrebbe dovuto esplodere durante il volo, ma probabilmente il ritardo salvò molte vite.
Il governo dello Sri Lanka concluse che la bomba era stata piazzata dalle Tigri per la Liberazione della patria Eelam (LTTE) per sabotare i colloqui di pace tra l'LTTE e il governo. Dei funzionari governativi riferirono che una perquisizione dell'aereo il giorno successivo portò alla luce un pacco contenente divise con le insegne delle Tigri Nere, l'ala suicida dell'LTTE.